# Puccinia unica
Puccinia unica ist eine Ständerpilzart aus der Ordnung der Rostpilze (Pucciniales). Der Pilz ist ein Endoparasit des SüßgrasGattung Aristida. Symptome des Befalls durch die Art sind Rostflecken und Pusteln auf den Blattoberflächen der Wirtspflanzen. Sie ist in weiten Teilen der Welt verbreitet.

## Merkmale

### Makroskopische Merkmale
Puccinia unica ist mit bloßem Auge nur anhand der auf der Oberfläche des Wirtes hervortretenden Sporenlager zu erkennen. Sie wachsen in Nestern, die als gelbliche bis braune Flecken und Pusteln auf den Blattoberflächen erscheinen.

### Mikroskopische Merkmale
Das Myzel von Puccinia unica wächst wie bei allen Puccinia-Arten interzellulär und bildet Saugfäden, die in das Speichergewebe des Wirtes wachsen. Aecien oder Spermogonien der Art sind nicht bekannt. Die Uredien sind tief zimtbraun und wachsen meist auf den oberseitigen Blattoberflächen des Wirtes. Ihre dunkel zimt- bis fast haselnussbraunen Uredosporen sind meist breitellipsoid, 26–33 × 23–27 µm groß und fein stachelwarzig. Die blattoberseitig wachsenden Telien sind schwarzbraun, früh unbedeckt und kompakt. Die haselnussbraunen Teliosporen sind zweizellig, in der Regel ellipsoid bis breitellipsoid und 33–44 × 22–28 µm groß; ihre Stiele sind farblos und bis zu 150 µm lang.

## Verbreitung
Das bekannte Verbreitungsgebiet von Puccinia unica umfasst das südliche Nordamerika, Südafrika, Spanien, Nordafrika und Indien.

## Ökologie
Die Wirtspflanzen von Puccinia unica sind verschiedene Aristida-Arten. Der Pilz ernährt sich von den im Speichergewebe der Pflanzen vorhandenen Nährstoffen, seine Sporenlager brechen später durch die Blattoberfläche und setzen Sporen frei. Die Art verfügt über einen Entwicklungszyklus, von dem bislang lediglich Telien und Uredien sowie deren Wirt bekannt sind; Spermogonien und Aecien konnten dem Pilz nicht zugeordnet werden.